# Pioggia di comete
Pioggia di comete è il terzo lavoro discografico ed il secondo album della cantante italiana Loredana Errore, pubblicato il 28 agosto 2012, dalla casa discografica Sony Music. La sua pubblicazione è stata anticipata dal singolo Una pioggia di comete, reso disponibile il 20 luglio 2012.

## Il disco
Il disco, composto da 10 tracce, vede due brani scritti dalla stessa Errore: Più o meno mai e Volo insoluto. Figurano inoltre collaborazioni di altri artisti, tra cui Francesco Silvestre frontman dei Modà con Ti sposerò, estratto come secondo singolo il 5 ottobre e Diego Calvetti che scrive Santa Domenica, musicata da Irene Fornaciari e, in collaborazione con Veronica Atzei, in arte Bianca Atzei, Folle Stronza.
Dal 21 agosto è disponibile il preordine su iTunes della Special Edition dell'album, contenente in aggiunta la traccia bonus, Folle stronza (piano e voce) ed il booklet digitale.

## Tracce
CD, Download digitale (Columbia 88725441412 (Sony) / EAN 0887254414124)
1. Più o meno mai – 4:29 (testo: Loredana Errore – musica: Dario Assenzo)
2. Ti sposerò – 3:36 (testo: Francesco Silvestre – musica: Giulio Iozzi)
3. Una pioggia di comete – 3:38 (testo: Diego Calvetti – musica: Emiliano Cecere)
4. Innamorata – 3:48 (Diego Calvetti)
5. L'uomo e la bestia – 3:15 (Diego Calvetti)
6. Folle stronza – 3:16 (testo: Diego Calvetti, Veronica Atzei – musica: Diego Calvetti)
7. Santa domenica – 5:16 (testo: Diego Calvetti – musica: Irene Fornaciari)
8. Stringimi forte – 3:36 (Marco Ciappelli, Debora Vezzani)
9. Ruggine – 3:15 (Davide Maggioni)
10. Volo insoluto – 3:39 (Loredana Errore)

Durata totale: 37:48
Traccia bonus (iTunes Special Edition)
1. Folle stronza (piano e voce) – 3:45 (testo: Diego Calvetti, Veronica Atzei – musica: Diego Calvetti)

## Tour
Il Pioggia di comete tour, organizzato da Sony Production in collaborazione con Color Sound Agency, è iniziato il 14 giugno 2013. La data zero si è svolta il precedente 28 aprile a Torretta di Crucoli in Provincia di Crotone.
Il tour viene interrotto il 4 settembre 2013, annullando tutte le date previste in quel mese, a causa dell'incidente automobilistico occorso alla cantante. Il tour riprende poi nel luglio 2014.

### Date
Fonte
- 28 aprile Torretta di Crucoli (KR) - Piazza (Data zero)

1. 14 giugno Nicastro (CZ) - Corso Numistrano
2. 17 giugno Orta Loreto (SA) - Piazza Eduardo De Ruggiero
3. 27 giugno Rende (CS) - Piazza Martin Luther King - Centro Commerciale Metropolis (con gli Stadio)
4. 29 giugno Francavilla al Mare Loc. Petrara (CH) - Piazza
5. 17 luglio Isorella (BS) - Piazza
6. 20 luglio Mugnano del Cardinale (AV) - Piazza Cardinale
7. 5 agosto Acquaviva Platani (CL) - Piazza
8. 6 agosto Neviano (LE) - Piazza
9. 9 agosto Manfredonia (FG) - Piazza
10. 10 agosto Ussaramanna (VS) - Piazza
11. 21 agosto Lercara Friddi (PA) - Piazza
12. 4 settembre Camastra (AG) - Piazza (Tappa annullata)
13. 7 settembre Mola di Bari (BA) - Piazza (Tappa annullata)
14. 8 settembre Cuglieri (OR) - Piazza (Tappa annullata)
15. 14 settembre Ucria (ME) - Piazza (Tappa annullata)
16. 15 luglio 2014 San Filippo del Mela (ME)
17. 17 agosto 2014 Militello (CT)

### Band
| Musicista           | Strumento                       |
| ------------------- | ------------------------------- |
| Pino Iodice         | Chitarre elettriche e acustiche |
| Luciano Zanoni      | Tastiere                        |
| Matteo Di Francesco | Batteria                        |
| Pino Saracini       | Basso                           |

### Scaletta
1. La voce delle stelle
2. Innamorata
3. Che bel sogno che ho fatto
4. Ti amo
5. Stringimi forte
6. Kongo
7. La mia piccola casa
8. Ti sposerò
9. Ruggine
10. Voglio solo te
11. Pioggia di comete
12. Ragazza occhi cielo
13. Santa domenica
14. L'uomo e la bestia
15. L'ho visto prima io
16. Più o meno mai
17. Cattiva
18. Volo insoluto
19. Stronger than me
20. Bis Ragazza occhi cielo

## Classifica
| Classifica (2012) | Posizione massima |
| ----------------- | ----------------- |
| Italia            | 4                 |